# 換質不換位
換質不換位或不當的換質換位（improper transposition）是一種形式謬誤，係將一假言命題之前件與後件進行否定操作所致。

## 形式說明
換質不換位之形式如下：
若P則Q
因此，若非P則非Q
範例：
如果有火災，就會有濃煙。
因此，如果沒有火災，就不會有濃煙。
正確的操作是換質換位：
若P則Q
因此，若非Q則非P
範例：
如果有火災，就會有濃煙。
因此，如果沒有濃煙，就沒有火災。

## 外部連結
- （英文） Logical Fallacy: Improper Transposition （页面存档备份，存于）